# エバン・スクリブナー
エバン・リー・スクリブナー（Evan Lee Scribner, 1985年7月19日 - ）は、アメリカ合衆国コネチカット州リッチフィールド郡ニューミルフォード出身のプロ野球選手（投手）。右投右打。現在は、フリーエージェント（FA）。弟のトロイ・スクリブナーもメジャーリーガー。

## 経歴

### プロ入りとダイヤモンドバックス傘下時代
2007年のMLBドラフト28巡目（全体853位）でアリゾナ・ダイヤモンドバックスから指名され、6月11日に入団。

### パドレス時代
2008年7月17日にトニー・クラークとのトレードで、サンディエゴ・パドレスへ移籍した。
2010年11月、ルール・ファイブ・ドラフトで他球団の指名からプロテクトするため40人枠入りした。
2011年4月25日にウェイド・ルブランの穴を埋める形でメジャー昇格し、翌26日のアトランタ・ブレーブス戦でメジャーデビュー。

### アスレチックス時代
2011年10月25日にウェイバー公示にかけられ、オークランド・アスレチックスへ移籍した。
2014年は開幕ロースター入りしたが、4月7日にAAA級サクラメント・リバーキャッツへ降格。6月17日にドリュー・ポメランツが故障者リスト入りしたため、メジャーへ昇格したが、登板のないまま20日にAAA級サクラメントへ降格した。7月24日にジム・ジョンソンがDFAとなったため、メジャーへ昇格。開幕から6試合に登板し、1勝0敗・防御率1.69だったが、8月1日にDFAとなり、翌2日にAAA級サクラメントに配属される。しかし、8月28日にメジャー復帰した。最終的には13試合に登板し、112⁄3回を投げ被本塁打4本、防御率4.63という成績に終わった。
2015年は自己最多の54試合でマウンドに登り、投球回以上の奪三振を奪う活躍を見せた。しかし、被本塁打の多さは改善されず、60回で14本、割合としては9回あたり約2本の割合で被弾したことになる。

### マリナーズ時代
2015年12月8日にトレイ・コクランギルとのトレードで、シアトル・マリナーズへ移籍した。
2016年4月3日、右広背筋の張りのため3月25日に遡り15日間の故障者リスト入りし、5月29日に60日間の故障者リストに移行した。9月1日に復帰した。前述の故障もあって12試合の登板に留まったが、14.0イニングを5安打無失点15奪三振という圧倒的な投球を見せ、実力派として力投した。
2017年9月5日に自由契約となった。

### マリナーズ退団後
2018年2月6日にタンパベイ・レイズとマイナー契約を結んでスプリングトレーニングに招待選手として参加することになったが、3月7日に自由契約となった。

## 詳細情報

### 年度別投手成績
| 年 度    | 球 団    | 登 板 | 先 発 | 完 投 | 完 封 | 無 四 球 | 勝 利 | 敗 戦 | セ 丨 ブ | ホ 丨 ル ド | 勝 率 | 打 者 | 投 球 回 | 被 安 打 | 被 本 塁 打 | 与 四 球 | 敬 遠 | 与 死 球 | 奪 三 振 | 暴 投 | ボ 丨 ク | 失 点 | 自 責 点 | 防 御 率 | W H I P |
| -------- | -------- | ----- | ----- | ----- | ----- | -------- | ----- | ----- | -------- | ----------- | ----- | ----- | -------- | -------- | ----------- | -------- | ----- | -------- | -------- | ----- | -------- | ----- | -------- | -------- | ------- |
| 2011     | SD       | 10    | 0     | 0     | 0     | 0        | 0     | 0     | 0        | 0           | ----  | 64    | 14.0     | 18       | 1           | 4        | 0     | 0        | 10       | 0     | 0        | 11    | 11       | 7.07     | 1.57    |
| 2012     | OAK      | 30    | 0     | 0     | 0     | 0        | 2     | 0     | 1        | 1           | 1.000 | 148   | 35.1     | 30       | 2           | 12       | 0     | 3        | 30       | 1     | 0        | 11    | 10       | 2.55     | 1.19    |
| 2013     | OAK      | 18    | 0     | 0     | 0     | 0        | 0     | 0     | 0        | 0           | ----  | 114   | 26.2     | 26       | 3           | 7        | 0     | 0        | 19       | 2     | 0        | 13    | 13       | 4.39     | 1.24    |
| 2014     | OAK      | 13    | 0     | 0     | 0     | 0        | 1     | 0     | 0        | 0           | 1.000 | 47    | 11.2     | 11       | 4           | 0        | 0     | 1        | 11       | 0     | 0        | 6     | 6        | 4.63     | 0.94    |
| 2015     | OAK      | 54    | 0     | 0     | 0     | 0        | 2     | 2     | 0        | 8           | .500  | 238   | 60.0     | 58       | 14          | 4        | 0     | 2        | 64       | 2     | 0        | 31    | 29       | 4.35     | 1.03    |
| 2016     | SEA      | 12    | 0     | 0     | 0     | 0        | 0     | 0     | 0        | 3           | ----  | 49    | 14.0     | 5        | 0           | 2        | 1     | 1        | 15       | 0     | 0        | 0     | 0        | 0.00     | 0.50    |
| 2017     | SEA      | 8     | 0     | 0     | 0     | 0        | 0     | 2     | 0        | 0           | .000  | 34    | 7.1      | 13       | 3           | 0        | 0     | 0        | 6        | 0     | 0        | 9     | 9        | 11.05    | 1.77    |
| MLB：7年 | MLB：7年 | 145   | 0     | 0     | 0     | 0        | 5     | 4     | 1        | 12          | .556  | 694   | 169.0    | 161      | 27          | 29       | 1     | 4        | 155      | 5     | 0        | 81    | 78       | 4.15     | 1.12    |

- 2017年度シーズン終了時

### 背番号
- 55（2011年）
- 58（2012年 - 2017年）